# 吳廷芳
吳廷芳（1870年10月24日—1929年6月10日），字子香，籍晉江縣，祖居萬華，生於彰化鹿港，光緒中葉移居台北士林，其父為福建泉州人。與馬偕牧師友好，信仰基督教。擅書法，受書法名家呂世宜漢隸書風影響，同為日治時期以隸書聞名的書法家。

## 生平
吳廷芳是艋舺三大姓出身的秀才，幼時嫻習詩書，尤以篆隸稱絕文壇，其墨寶一直都是行家收藏之珍品。他早年以孔們弟子自居旁若無人，視基督教如敵讎，對當時在台北傳教的馬偕極盡迫害之能事。中法戰爭時更誣指教徒通敵，在龍山寺前嗚鑼招聚千餘暴民拆平艋舺禮拜堂，日本領台後他到松山開塾教書時受基督教感化，於1897入牛津學堂成馬偕博士之入室弟子。並在1898年分別於台灣基督長老教會之水返腳教會、桃園、新竹、北投、士林等分會擔任傳道師。1929年6月10日下午四點驟逝，享年六十歲，並於同年6月18日士林教會舉行葬禮。

## 作品
隸書在日治時期極為盛行，吳廷芳在當時擁有響亮的名聲。吳廷芳的漢隸以四方平正、端嚴工整為特色，具有裝飾的書風，個人特色極為強烈。除了「淡水中學」、「信望愛」，馬偕墓園中馬偕夫婦墓碑（背面）和親家柯清泰墓碑（子彈形）也是他的字，今日淡江中學校史館也懸有他的墨寶，「精神裕餘」四字和篆刻。著名作品有隸書四條屏、錄詩篇23篇、篆書八言聯等。